# 朝比奈信置
朝比奈信置（日语：／ Asahina Nobuoki，1528年—1582年4月30日）是日本戰國時代至安土桃山時代武將，庵原城主，最初是今川家家臣，後來成為甲斐武田家家臣。
作為今川氏家臣，信置是以朝比奈氏庶流的身份出仕，後來投靠於武田氏則成為他國眾中的駿河先方眾，他的父親是朝比奈元長。信置又被稱元長或政貞。

## 生涯

### 今川家時代
信置雖然出自朝比奈家，但並非支撐今川義元和今川氏真父子的朝比奈泰能和朝比奈泰朝父子的家系。按現存於靜岡市清水區所藏的《朝比奈系譜》，信置的父親是丹波守元長的長子。
天文17年（1548年）爆發的小豆坂之戰中，信置作為先鋒立下戰功，曾經將山本勘助推舉給義元。
永祿12年（1569年），武田信玄發動駿河侵攻期間，信置轉投武田。

### 甲斐武田家時代
信置獲信玄賞賜庵原領，並且獲信玄賜其「信」字，作為駿河先方眾筆頭（150名騎兵）加以重用。庵原城領的信置與遠江高天神城領的小笠原信興在武田勝賴擔任家督期間獲承認為城主。位於庵原郡的江尻城作為武田氏支配駿河的據點，由穴山信君擔任城代，穴山氏因而擁有庵原郡全域的支配權，形成江尻領。
天正3年（1575年）爆發的長篠之戰，信置亦有參戰，後來在天正8年（1580年）成為持船城城代。天正10年（1582年）2月，織田信長聯同德川家康發動甲州征伐，德川氏在2月21日進攻持船城而開城投降，庵原山城亦遭到德川氏攻下。在勝賴自殺，武田家滅亡之後的4月8日，信置奉信長的命令自殺，享年55歲。其嫡子信良也在甲斐武田家滅亡之際在諏訪被織田軍殺害。

## 個人
按《甲陽軍鑑》記載，信置是擅長用兵的軍略家，受到武田家譜代家臣的敬重。另外，他與同樣是駿河守的武田家板垣信方、毛利家的吉川元春合稱「戰國三駿河」。